# Macroglossum affictitia
Espèce
Macroglossum affictitia est une espèce de lépidoptères (papillons) de la famille des Sphingidae, de la sous-famille des Macroglossinae, de la tribu des Macroglossini, de la sous-tribu des Macroglossina, et du genre Macroglossum.

## Description
La longueur de l'aile antérieure est de 16 à 22 mm. Les couleurs sont semblables à Macroglossum gyrans. Les côtés du thorax et les jambes sont roussâtre ternes. La face inférieure de l'abdomen est sans taches blanches mésiales et le dessous de la queue est de la même couleur. Le dessus de l' aile antérieure montre des doubles lignes noires très marquées, elles sont très proches et l'espace qui les sépare est plus ou moins rempli de noir. La zone médiane est grise et les lignes discales minces et peu marquées. Le dessus de l'aile postérieure est brun noirâtre à la base, de même que la large bande distale bord. La bande médiane est orange jaunâtre.

## Répartition et habitat
Répartition
L'espèce est connue au Sri Lanka et du sud de l'Inde, à la Birmanie, en Thaïlande et au sud-ouest de la Chine (Yunnan).

## Biologie
Les chenilles se nourrissent sur le genre Strychnos.

## Systématique
L'espèce Macroglossum affictitia a été décrite par le naturaliste britannique Arthur Gardiner Butler en 1875.
- La localité type est Canara.

### Synonymie
- Macroglossa vialis Butler, 1875 [2]
- Macroglossa affictitia Moore, 1882[3]